# Chrysocercops pectinata
Chrysocercops pectinata är en fjärilsart som beskrevs av Tosio Kumata 1992. Chrysocercops pectinata ingår i släktet Chrysocercops och familjen styltmalar. Inga underarter finns listade i Catalogue of Life.